# Arthur Brauss
Arthur Brauss, conosciuto talvolta anche con gli pseudonimi Art Brauss e William Levine (Augusta, 24 luglio 1936), è un attore e doppiatore tedesco.

## Biografia
Attore che si divide tra cinema e televisione, tra grande e - soprattutto - piccolo schermo, ha partecipato ad oltre 170 differenti produzioni, a partire dall'inizio degli anni sessanta (periodo in cui usava sovente lo pseudonimo Art Brauss). Tra i suoi ruoli più noti, figura, tra l'altro, quello di Richard Bloch nella serie televisiva 14º Distretto, ruolo interpretato dal 1967 al 1991; è inoltre un volto noto al pubblico per essere apparso come guest-star in varie serie televisive, in particolare Il commissario Köster/Il commissario Kress/Il commissario Herzog (Der Alte), Tatort, SOKO 5113 e L'ispettore Derrick.
Come doppiatore, ha prestato la propria voce ad attori quali James Caan, Robbie Coltrane, James Coombs, Brian Dennehy, Lu Fen, Scott Glenn, George Innes, Takeshi Kitano, Wolfango Soldati, ecc.

## Filmografia parziale

### Cinema
- Un treno è fermo a Berlino (Verspätung in Marienborn), regia di Rolf Hädrich (1963)
- Il treno (The Train), regia di John Frankenheimer e Arthur Penn (1964)
- Il colonnello Von Ryan (Von Ryan's Express), regia di Mark Robson (1965)
- I criminali della banda Dillinger (Die Rechnung - eiskalt serviert), regia di Helmuth Ashley (1966)
- Heisses Pflaster Köln, regia di Ernst Hofbauer (1967)
- Carmen Baby (Carmen, Baby), regia di Radley Metzger (1967)
- Andrée - L'esasperazione del desiderio nell'amore femminile (Andrea), regia di Hans Schott-Schöbinger (1968)
- Sette baschi rossi, regia di Mario Siciliano (1969)
- Mädchen... nur mit Gewalt, regia di Roger Fritz (1970)
- Männer sind zum Lieben da, regia di Eckhart Schmidt (1970)
- Il cigno dagli artigli di fuoco (Inspektor Perrak greift ein), regia di Alfred Vohrer (1970)
- Il genio della rapina ($), regia di Richard Brooks (1971)
- La paura del portiere prima del calcio di rigore (Die Angst des Tormanns beim Elfmeter), regia di Wim Wenders (1972)
- Quando la verità scotta (Der Stoff, aus dem die Träume sind), regia di Alfred Vohrer (1972)
- Il cacciatore solitario (Der Schrei der schwarzen Wölfe), regia di Harald Reinl (1972)
- Das Mädchen von Hongkong, regia di Jürgen Roland (1973)
- Was Schulmädchen verschweigen, regia di Ernst Hofbauer (1973)
- Verflucht, dies Amerika, regia di Volker Vogeler (1973)
- Intrigo in Svizzera (The Swiss Conspiracy), regia di Jack Arnold (1976)
- Massacro a Condor Pass (Potato Fritz), regia di Peter Schamoni (1976)
- La croce di ferro (Cross of Iron), regia di Sam Peckinpah (1977)
- Razza schiava (Slavers), regia di Jürgen Goslar (1978)
- L'ultima isola del piacere (Die Insel der tausend Freuden), regia di Hubert Frank (1978)
- Avalanche Express, regia di Mark Robson e Monte Hellman (1979)
- Poliziotto - Solitudine e rabbia, regia di Stelvio Massi (1980)
- Fuga per la vittoria (Victory), regia di John Huston (1981)
- Ishtar, regia di Elaine May (1987)
- Una vita non basta (Itinéraire d'un enfant gâté), regia di Claude Lelouch (1988)
- Il testimone più pazzo del mondo (My Blue Heaven), regia di Herbert Ross (1990)
- Scacco mortale (Knight moves), regia di Carl Schenkel (1991)
- Wir Enkelkinder, regia di Bruno Jonas (1992)
- Un cucciolo tutto per me (Ms. Bear), regia di Paul Ziller (1997)
- L'esecutore (Contaminated Man), regia di Anthony Hickox (2000)

### Televisione
- Alarm in den Bergen – serie TV, episodio 1x09 (1965)
- Die fünfte Kolonne – serie TV, 2 episodi (1965-1966)
- Das Kriminalmuseum – serie TV, 2 episodi (1965-1966)
- Kommissar Freytag – serie TV, episodio 3x07 (1966)
- Das ganz große Ding, regia di Erich Neureuther – film TV (1966)
- Lautlose Jagd – serie TV (1966)
- The Man Who Never Was – serie TV, episodio 1x05 (1966)
- Kommissar Brahm – serie TV, episodio 1x02 (1967)
- Der Röhm-Putsch, regia di Günter Gräwert – film TV (1967)
- 14º Distretto (Großstadtrevier) – serie TV, 36 episodi (1967-1991)
- Bericht einer Offensive, regia di Hagen Müller-Stahl – film TV (1969)
- Der Kommissar – serie TV, 2 episodi (1969-1975)
- Dem Täter auf der Spur – serie TV, episodio 1x08 (1970)
- La morte viene dal passato (Hauser's Memory), regia di Boris Sagal – film TV (1970)
- Tatort – serie TV, 9 episodi (1970-1998)
- Hamburg Transit – serie TV, episodio 1x10 (1971)
- Alpha Alpha – serie TV, 13 episodi (1972)
- Verrat ist kein Gesellschaftsspiel, regia di Wolfgang Staudte – film TV (1972)
- Assignment: Vienna – serie TV, episodio 1x03 (1972)
- 8051 Grinning, regia di Peter Beauvais – film TV (1972)
- Fußballtrainer Wulff – serie TV, 10 episodi (1972-1973)
- Squadra speciale K1 (Sonderdezernat K1) – serie TV, episodio 1x06 (1973)
- Motiv Liebe – serie TV, episodio 1x01 (1974)
- Der kleine Doktor – serie TV, episodio 2x03 (1974)
- Münchner Geschichten – serie TV, episodio 1x03 (1974)
- Härte 10 – miniserie TV, 5 puntate (1974-1975)
- L'ispettore Derrick – serie TV, ep. 2x02, regia di Alfred Weidenmann (1975)
- Lockruf des Goldes – miniserie TV, 3 puntate (1975)
- L'ispettore Derrick – serie TV, ep. 04x04, regia di Zbyněk Brynych (1977)
- Polizeiinspektion 1 – serie TV, 2 episodi (1977-1981)
- Die schöne Marianne – serie TV, episodio 1x05 (1978)
- Il commissario Köster/Il commissario Kress/Il commissario Herzog (Der Alte) – serie TV, 10 episodi (1978-2003)
- Timm Thaler – serie TV (1979)
- St. Pauli-Landungsbrücken – serie TV, episodio 1x14 (1979)
- Caleb Williams – miniserie TV, puntate 1x01-1x03-1x04 (1980)
- L'ispettore Derrick – serie TV, ep. 07x13 (1980)
- SOKO 5113 – serie TV, 6 episodi (1981-1999)
- Le brigate del tigre (Les brigades du Tigre) – serie TV, episodio 5x03 (1982)
- Beim Bund – serie TV, episodio 1x04 (1982)
- Kommissariat IX – serie TV, episodio 3x02 (1983)
- Kottan ermittelt – serie TV, episodio 5x04 (1983)
- Venti di guerra (The Winds of War) – miniserie TV, una puntata (1983)
- Un caso per due – serie TV, 2 episodi (1983)
- Titanic, regia di Lutz Büscher – film TV (1984)
- Der eiserne Weg – serie TV, 5 episodi (1985)
- Es muß nicht immer Mord sein – serie TV, episodio 2x05 (1985)
- La clinica della Foresta Nera (Die Schwarzwaldklinik) – serie TV, episodio 1x05 (1985)
- L'ispettore Derrick – serie TV, ep. 12x06 (1985)
- Ein Fall für TKKG – serie TV, episodio 1x05 (1985)
- Kein Alibi für eine Leiche, regia di Wolf Dietrich – film TV (1986)
- Hafendetektiv – serie TV, episodio 2x01 (1987)
- Confessional – serie TV, episodi 1x01-1x02-1x03 (1989)
- Faber l'investigatore – serie TV, 2 episodi (1990-1997)
- Commissario Navarro (Navarro) – serie TV, episodio 4x04 (1992)
- De legende van de Bokkerijders – miniserie TV, 14 puntate (1994)
- Giuseppe – serie TV, episodio 1x01 (1995)
- Mona M. - Mit den Waffen einer Frau – serie TV, episodio 1x09 (1996)
- Wolff - Un poliziotto a Berlino (Wolffs Revier) – serie TV, episodio 5x06 (1996)
- Café Meineid – serie TV, episodio 5x09 (1996)
- Il commissario Quandt – serie TV, 1 episodio (1997)
- Baci di ghiaccio (Kalte Küsse), regia di Carl Schenkel – film TV (1997)
- A.S. – serie TV, episodio 2x01 (1997)
- Die Feuerengel – serie TV, 1 episodio (1997)
- Balko – serie TV, 5 episodi (1998)
- Lisa Falk - Eine Frau für alle Fälle – serie TV, 1 episodio (1999)
- Sweet Little Sixteen, regia di Peter Patzak – film TV (1999)
- Latin Lover - Viaggio pericoloso (Latin Lover), regia di Oskar Roehler – film TV (1999)
- Un caso per Schwarz – serie TV, 1 episodio (1999)
- Guardia costiera – serie TV, 2 episodi (1999-2001)
- Lady Cop – serie TV, episodio 3x13 (2000)
- Polizeiruf 110 – serie TV, 2 episodi (2001-2002)
- Siska – serie TV, 1 episodio (2004)
- Zwei Männer und ein Baby, regia di Ilse Hofmann – film TV (2004)
- Il principe e la fanciulla – serie TV, 9 episodi (2007)
- Le più belle fiabe dei fratelli Grimm (Sechs auf einen Streich/Acht auf einen Streich) – serie TV, episodio 1x04 (2008)
- Der Staatsanwalt – serie TV, episodio 4x04 (2010)
- My Life - Segreti e passioni (Rote Rosen) – serie TV, 9 episodi (2010)
- Morden im Norden – serie TV, episodio 3x10 (2014)

## Doppiatori italiani
elle versioni in italiano dei suoi lavori, Arthur Brauss è stato doppiato da:
- Oliviero Dinelli ne Le più belle fiabe dei fratelli Grimm